# مومير بولاتوفيتش
مومير بولاتوفيتش (بالصربية: Момир Булатовић) (و. 1956 – م) هو سياسي من الجبل الأسود ولد في بلغراد.
وهو عضو في حزب الديمقراطي الإشتراكي المونتينيغري .

## روابط خارجية
- مومير بولاتوفيتش على موقع IMDb (الإنجليزية)
- مومير بولاتوفيتش على موقع مونزينجر (الألمانية)